# Mílov pod Přimdou

Mühlloh um 1764

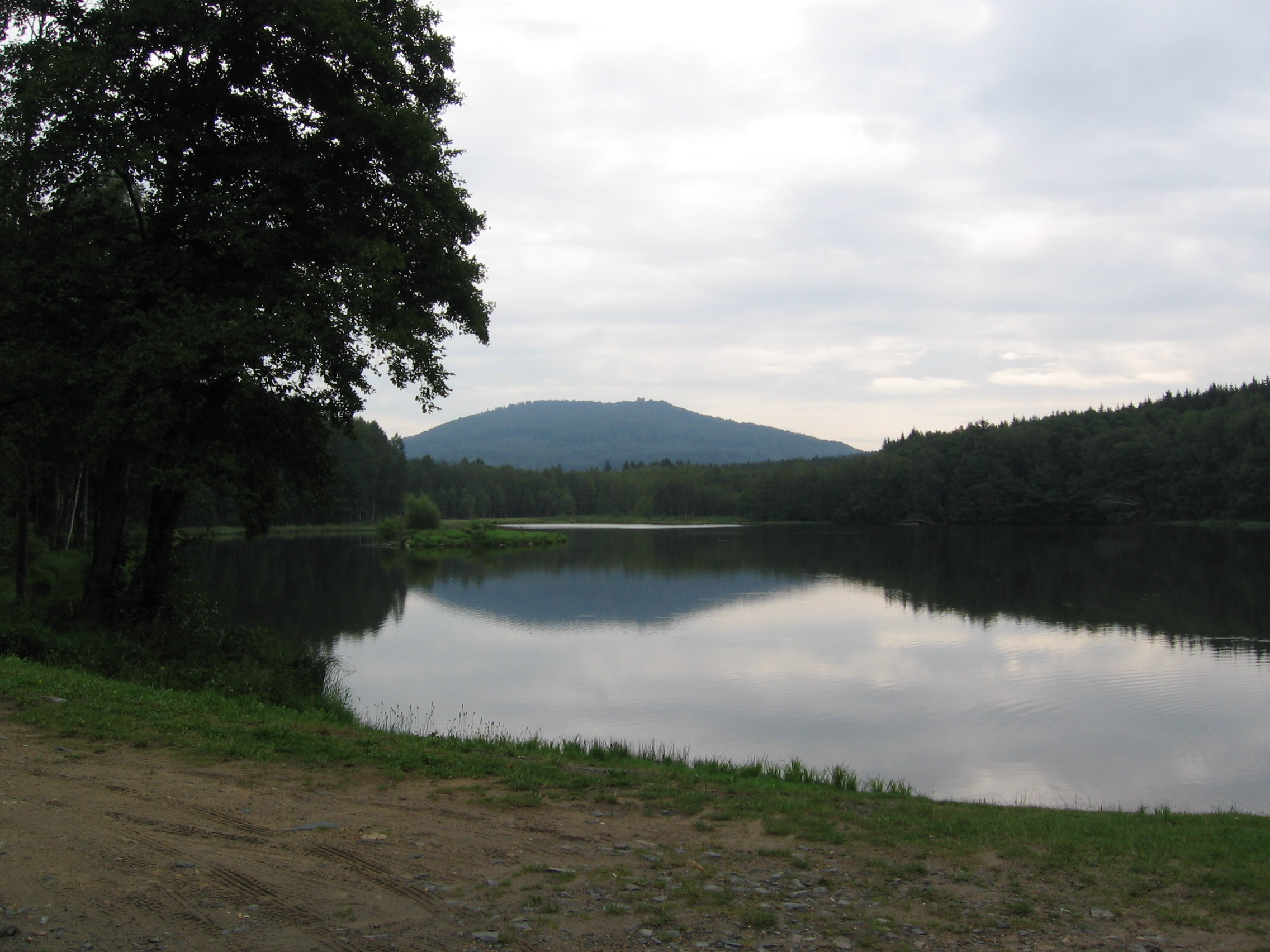
Wenzelweiher bei Mílov

Mílov (deutsch Mühlloh b. Pfraumberg) ist eine Ortslage der Stadt Přimda in Tschechien. Sie liegt einen Kilometer westlich von Přimda und gehört zum Okres Tachov.

## Geographie
Der Ort befindet sich am südlichen Füße des Berges Přimda (848 m) unterhalb der Burg Přimda. Westlich von Mílov liegt der große Teich Václavský rybník (Wenzelweiher). Im Süden erhebt sich der Ovčí kopec (Schafberg, 705 m).

## Geschichte
Im Mittelalter befand sich unweit der alten Herrenmühle (Haus Nr. 14, Hausname „Harrnmüllner“), die bei der Josephinischen Landaufnahme noch als Eisenhammer bezeichnet wurde, das Dorf Pitlikau, von dem heute nur noch Mauerreste vorhanden sind. In der Müllerschen Landesaufnahme aus dem Jahr 1720 wurde Pitlikau als „pagus olim“ (wüstes Dorf) bezeichnet.
Die erste schriftliche Erwähnung von Mühlloh erfolgte 1540. Die gute Lage am Mühllohbach (Václavský potok), der Kaskade von Teichen speiste, beförderte die Entwicklung des kleinen Dorfes. Im Laufe der Zeit entstanden vier Mühlen, die dem Dorf den Namen Mühlloh brachten. Gepfarrt war der Ort nach Pfraumberg. Bis zur Aufhebung der Patrimonialherrschaften gehörte das Dorf zur Herrschaft Groß Maierhöfen.
Ab 1850 bildete Mühlloh einen Ortsteil von Pfraumberg im Gerichtsbezirk Pfraumberg und Pilsner Kreis. Ab 1868 gehörte das Dorf zum Bezirk Tachau. Nach dem Münchner Abkommen wurde der Ort dem Deutschen Reich zugeschlagen und gehörte bis 1945 zum Landkreis Tachau. Während des Zweiten Weltkrieges spielte sich hier einer der letzten Akte der jüdischen Geschichte in der Tachauer Region ab. In einem kleinen, aus einer Holzbaracke bestehenden Ghetto, wurden seit 1941 Juden aus Tachau und den angrenzenden Bezirken interniert. Als die jüdischen Bürger 1942 nach Theresienstadt deportiert worden sind, wurde das Areal zu einem Arbeitslager für Männer.
Um 1940 gab es 27 Häuser in Mühlloh. Davon sind heute nur noch wenige am Ortsausgang von Přimda und die Mühle Nový Mlýn erhalten geblieben. 1980 verlor das weitgehend wüste Dorf den Status eines Ortsteiles. In der Ortslage liegt das Naturdenkmal Mílov.

## Sehenswürdigkeiten
- Burg Přimda
- Mühle Nový Mlýn
- Naturdenkmal PP Mílov, ein Hangquellgebiet von 0,74 ha Größe
- Mílovská lípa, die Linde ist als Baumdenkmal geschützt